# Ołoniec (stacja kolejowa)
Ołoniec (ros. Олонец, krl. Anus) – stacja kolejowa w miejscowości Ołoniec, w rejonie ołonieckim, w Karelii, w Rosji. Położona jest na linii Janisjarwi – Łodiejnoje Pole.
Stację zbudowano w 1943, podczas okupacji fińskiej. Początkowo nosiła nazwę Aunuksenlinna. Do czasu przedłużenia linii do Łodiejnojego Pola w 1972, Ołoniec był stacją końcową dla pociągów pasażerskich.

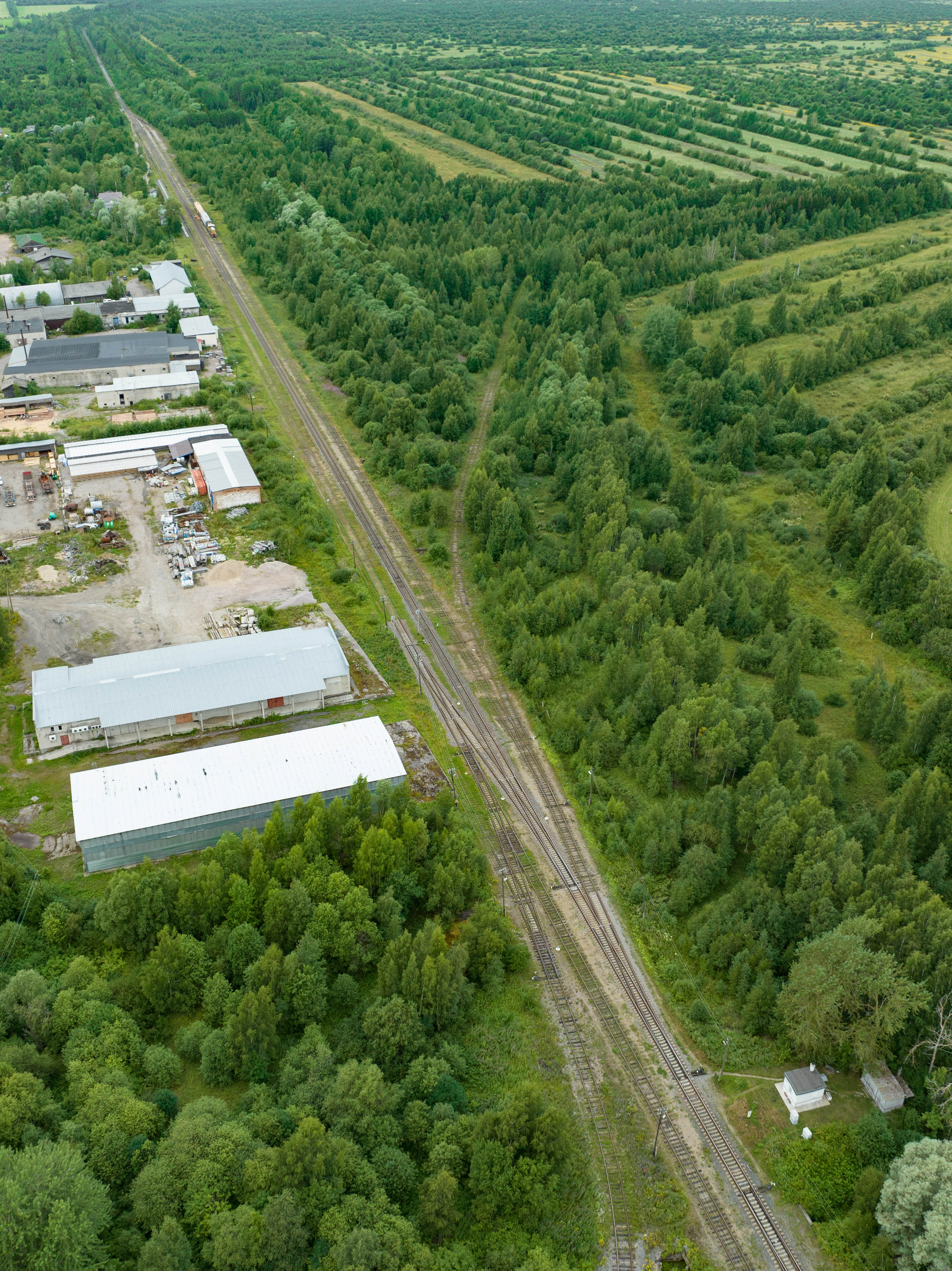
widok w stronę Janisjarwi
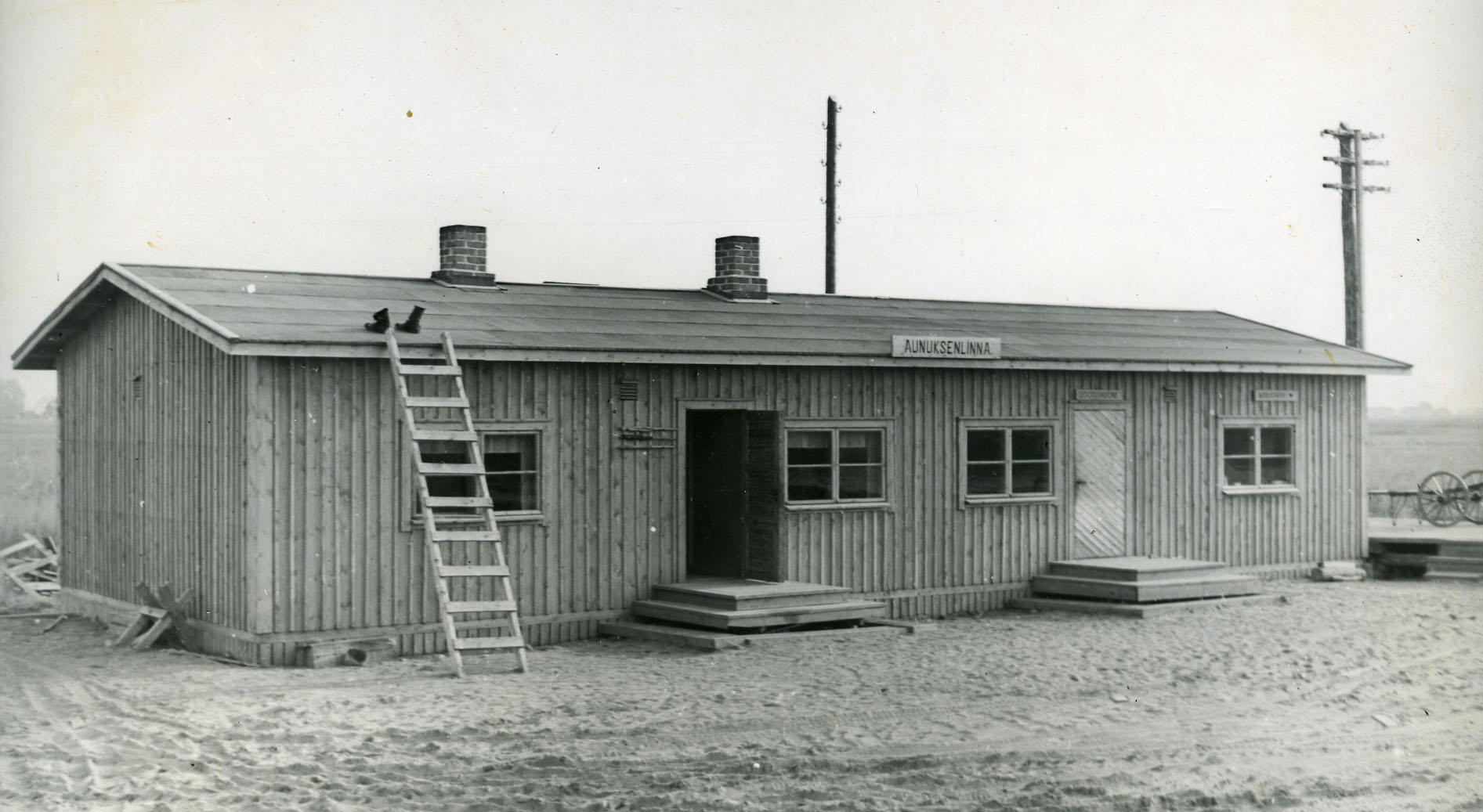
stacja podczas okupacji fińskiej